# Казбарян, Гийом
Гийом Казбарян (фр. Guillaume Kasbarian; род. 28 февраля 1987, Марсель) — французский политик, министр государственной службы, упрощения и преобразования функций (2024).

## Биография
Родился 28 февраля 1987 года в Марселе, провёл детство в Кальви, Экс-ан-Провансе, Пелиссане, а также в Кении. Прошёл подготовительный курс в парижском лицее лицее Сен-Луи-де-Гонзаг и поступил в Высшую школу экономических и коммерческих наук (ESSEC), которую окончил в 2009 году. Работал советником по стратегии в консалтинговой фирме Monitor Deloitte и в PMP Conseil. В 2016 году начал работать в аппарате отделения движения Вперёд! в департаменте Эр и Луар.
По итогам парламентских выборов 2017 года прошёл в Национальное собрание Франции от 1-го избирательного округа департамента Эр и Луар, победив во втором туре с результатом 55,18 % кандидата от «Республиканцев» Франка Масслю (Franck Masselus). В 2022 году удержал мандат в противостоянии с представителем левого блока NUPES Квентином Гийемэном (Quentin Guillemain) — Казбарян получил тогда во втором туре 58,1 % голосов. Досрочные выборы 2024 года вновь оказались для него успешными: набрав 60,59 % голосов, Казбарян опередил во втором туре кандидатку от Национального объединения Эмму Мино (Emma Minot).
8 февраля 2024 года назначен министром-делегатом по жилищному хозяйству в правительстве Атталя.
21 сентября 2024 года получил портфель министра государственной службы, упрощения и преобразования функций при формировании правительства Барнье.
23 декабря 2024 года при формировании правительства Байру не получил никакого назначения.